# El Balón
El Balón, también llamado simplemente Balón, es un barrio del centro histórico de la ciudad de Cádiz, España, perteneciente al distrito 1. Está situado en el extremo noroccidental de la ciudad y delimitado por las calles de la Rosa y de Sacramento, que lo separan de los barrios de La Viña y El Mentidero respectivamente.
Fue planificado y construido a finales del siglo XVIII y principios del XIX, según el diseño de Torcuato Benjumeda y estuvo ocupado por varios polvorines militares. 

## Lugares de interés
- Castillo de Santa Catalina
- Baluarte de Bonete